# Porella plumosa
Porella plumosa là một loài rêu tản trong họ Porellaceae. Loài này được (Mitt.) Inoue miêu tả khoa học lần đầu tiên năm 1966.